# GDDR
GDDR (англ. Graphics Double Data Rate) — підвид енергозалежної динамічної пам'яті з довільним доступом (DRAM) і подвоєною швидкістю передачі даних (DDR), призначеної для використання в графічних картах. GDDR відрізняється від більш широковідомих підтипів пам'яті DDR SDRAM, таких як DDR3 SDRAM, хоча їх основні технології є загальними, включаючи подвоєну швидкість передачі даних.

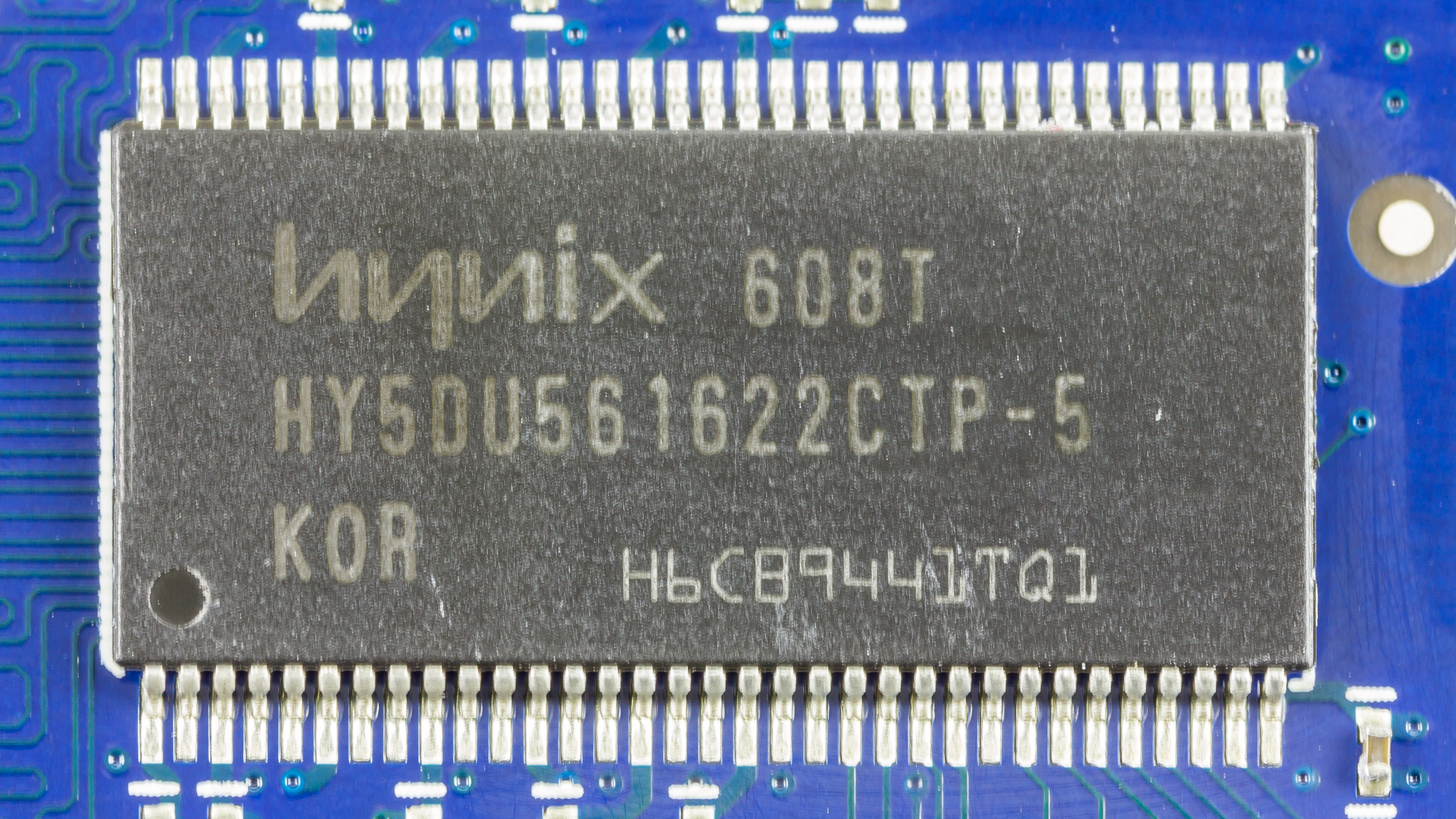
Hynix 256M gDDR SDRAM

Спільними відмінностями GDDR від DDR є вищі номінальні частоти роботи першої. Також GDDR містить спрощення електричного інтерфейсу і застосування низки спеціальних прийомів управління буфером введення-виведення, що дозволяє досягти дещо більшої пропускної здатності та вищих робочих частот у порівнянні з DDR SDRAM. Крім цього, GDDR має в порівнянні з DDR менше енергоспоживання і тепловиділення при роботі на однакових частотах.

## Покоління GDDR
- GDDR (GDDR першого покоління)
- GDDR2 (GDDR другого покоління)
- GDDR3 (GDDR третього покоління)
- GDDR4 (GDDR четвертого покоління)
- GDDR5 (GDDR п'ятого покоління)
- GDDR6 (GDDR шостого покоління)